# Chicago WCT 1973
Il Chicago WCT 1973  è stato un torneo di tennis giocato sul sintetico indoor. È stata la 3ª edizione del Chicago WCT,che fa parte del World Championship Tennis 1973. Si è giocato a Chicago negli Stati Uniti, dal 26 febbraio al 4 marzo 1973.

## Campioni

### Singolare
Arthur Ashe ha battuto in finale  Roger Taylor con il punteggio di 3–6 7–6 7–6

### Doppio
Ken Rosewall /  Fred Stolle  hanno battuto in finale  Ismail El Shafei /  Brian Fairlie con il punteggio di 6–7, 6–4, 6–2